# Fossar municipal d'Amposta
El Fossar municipal d'Amposta o cementeri d'Amposta és un cementiri d'Amposta inclòs a l'Inventari del Patrimoni Arquitectònic de Catalunya.

## Descripció
El recinte és rectangular i presenta a la part del davant un trencament còncau de la uniformitat del mur, originant una petita plaça semicircular delimitada per xiprers. Als extrems d'aquesta part principal hi ha dos petits edificis de planta rectangular. El recinte original del fossar, que es troba a la part davantera, també és de planta rectangular i està dividit per dos carrers creuats que delimiten quatre espais rectangulars on es troben algunes tombes, però no blocs de nínxols. Darrere aquest recinte original hi ha tot un seguit d'ampliacions posteriors, plenes de blocs rectangulars de nínxols ordenats en funció del carrer central.

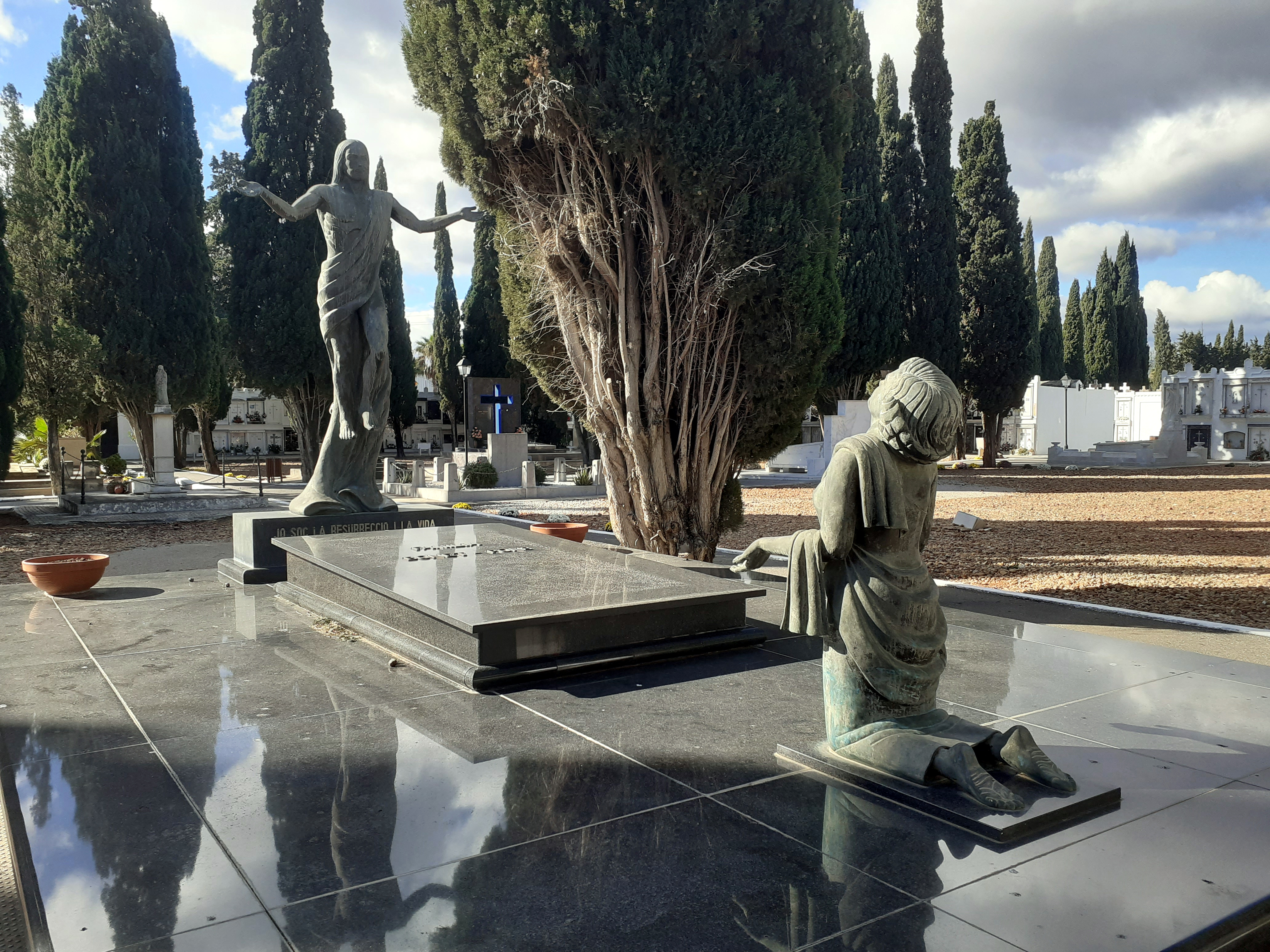
Un dels sepulcres

S'accedeix al recinte per una llarga i estreta avinguda, envoltada de xiprers que començà a la carretera de Santa Bàrbara i arriba fins a la plaça semicircular. La façana principal és d'una gran simplicitat, amb una petita porta central amb frontó i reixat, els dos edificis a les bandes, d'una sola planta i teulada a doble vessant amb un gran frontó amb emmarcaments i motllures a les cantonades. A l'interior presenta blocs de nínxols de dos nivells situats als laterals del primer recinte amb dues capelles a cada costat.

## Història
Construït durant la batllia de Joan Palau i Miralles en substitució de l'antic fossar, situat al solar on es troben les Cases Barates. El recinte original comprèn els quatre quadrats de davant.
Durant la guerra civil va patir alguns desperfectes localitzats (trencada de creus superiors dels nínxols) a més de ser un lloc per afusellaments (hi ha forats de bales a la porta de ferro).
Després de la guerra civil van començar les ampliacions, en sentit longitudinal, cap a l'interior, i se'n van fer unes quatre o cinc fins als últims anys.